# Ozan Can Oruç
Ozan Can Oruç (* 26. Mai 2000 in Izmir) ist ein türkischer Fußballtorhüter.

## Karriere

### Verein
Oruç kam in Konak, einem Stadtteil der westtürkischen Stadt Izmir, zur Welt. Hier begann mit dem Vereinsfußball in der Jugend von Bucaspor und spielte dann für die Nachwuchsabteilungen von Altınordu İzmir.
Im März 2017 erhielt er einen Profivertrag, spielte aber weiterhin für die Nachwuchsmannschaften seines Vereins. Erst zur Rückrunde der Saison 2016/17 wurde er zunächst am Training der Profimannschaft Altınordus beteiligt und schließlich wurde ihm am 4. November 2017 in der Ligabegegnung gegen Denizlispor sein Profidebüt ermöglicht.
Zur Saison 2019/20 wurde er erst an Niğde Anadolu FK ausgeliehen und einen Monat später an den Erstligisten Konyaspor abgegeben.

### Nationalmannschaft
Oruç startete seine Länderspielkarriere im September 2015 mit einem Einsatz für die Türkische U-15-Nationalmannschaft.
Mit der Türkische U-16-Nationalmannschaft nahm er am Ägäis-Pokal teil und wurde Turnierzweiter.

## Erfolge
Mit der türkischen U-16-Nationalmannschaft
- Zweiter im Ägäis-Pokal: 2015